# Lakshmanasandra, Tumkur
Lakshmanasandra là một làng thuộc tehsil Tumkur, huyện Tumkur, bang Karnataka, Ấn Độ.